# Lycée Léonard-de-Vinci (Calais)
Pour les articles homonymes, voir Lycée Léonard-de-Vinci.
Le lycée HQE Léonard-de-Vinci est un établissement public local d'enseignement qui se situe à Calais. Construit en 1996-1998, Il a la particularité d’être le 1er lycée haute qualité environnementale (HQE) de France. Inauguré le 9 septembre 1999, il a été nommé en l'honneur de Léonard de Vinci.

## Un lycée HQE

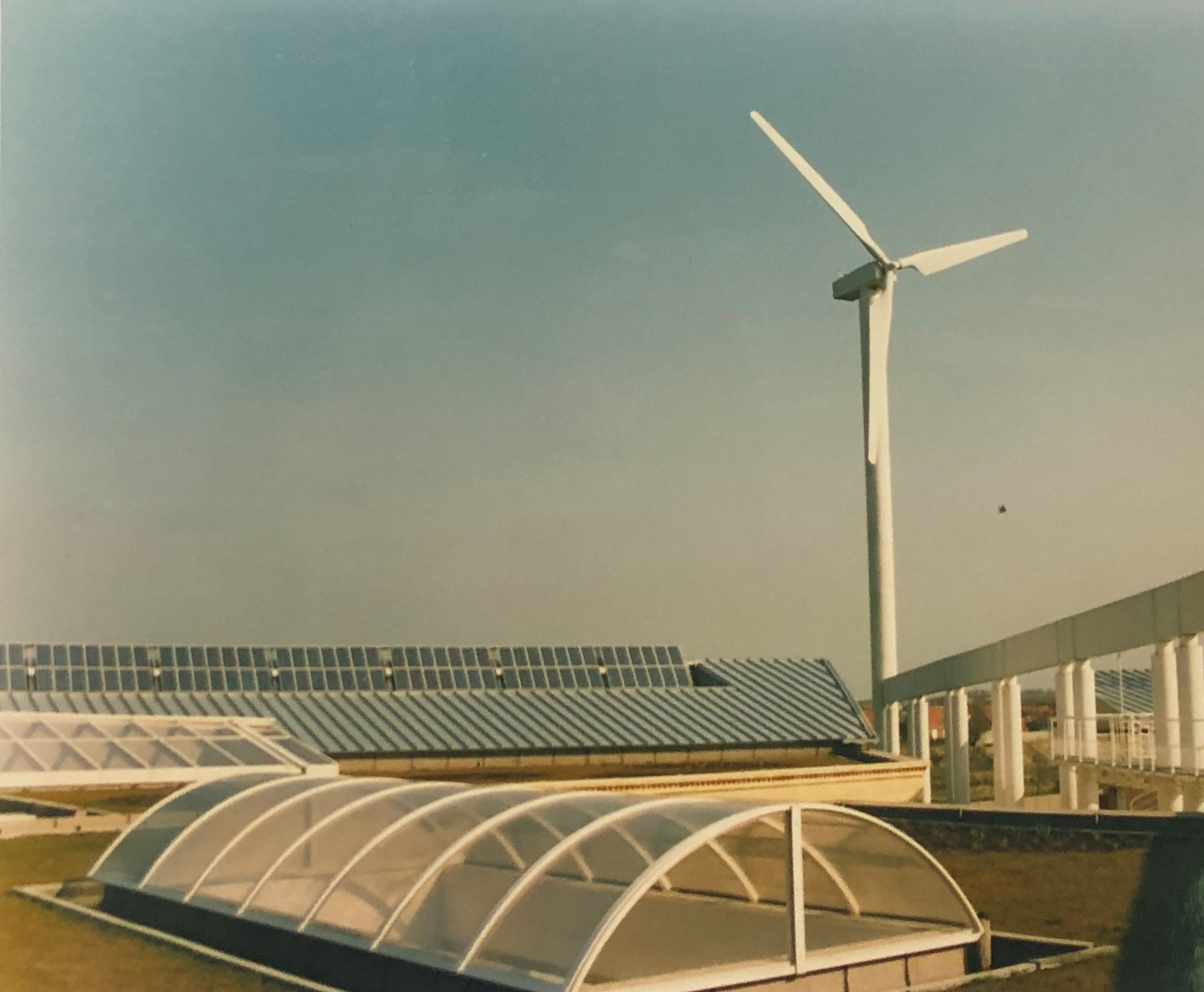
L'éolienne du lycée HQE Léonard-de-Vinci

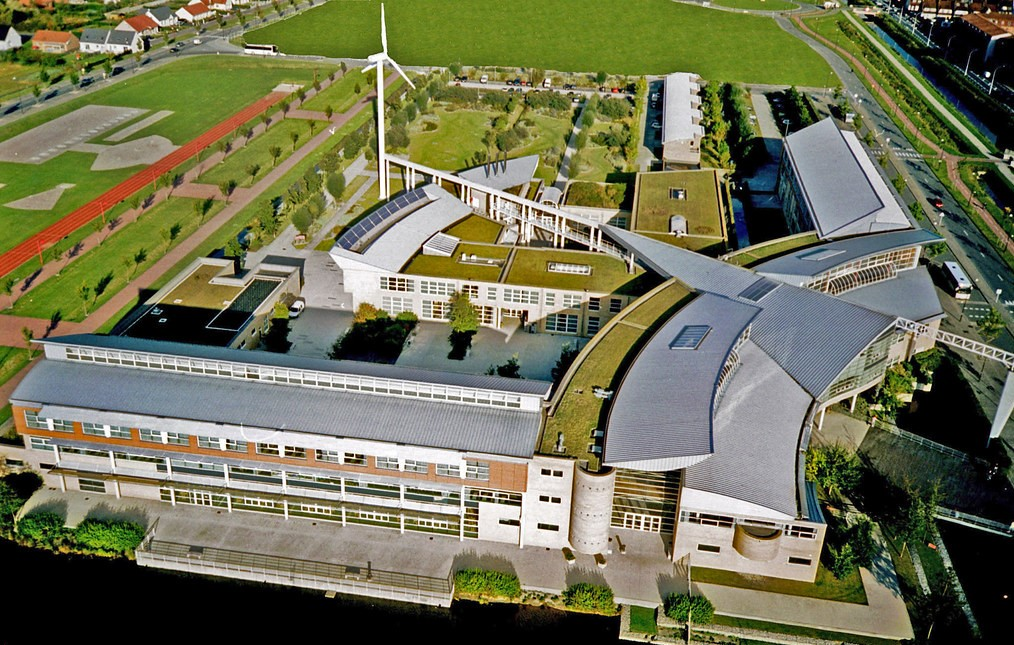
Vue aérienne du lycée HQE Léonard-de-Vinci

En 1994, pour remédier à la situation du lycée Coubertin qui est surchargé, le conseil régional Nord-Pas-de-Calais décide de construire un nouvel établissement scolaire. Le projet fait l'objet d'un appel d'offres lancé en 1995 par Marie-Christine Blandin présidente de la région. Dès le début du projet, il est décidé que le nouveau lycée sera construit en suivant les normes de la haute qualité environnementale, label inventé par le conseil régional Nord-Pas-de-Calais qui garantit une construction préservant l’environnement, utilisant des énergies écologiques et renouvelables, favorisant le bien-être et la santé. C’est le premier établissement scolaire en France intégrant cette norme de construction.
Fin 1995, l’équipe des architectes Isabelle Colas, Jean-Claude Louis et Fernand Soupey, associée au paysagiste Empreinte et aux entreprises Norpac et Thélu, est sélectionnée pour concevoir et encadrer la réalisation de lycée HQE de Calais. Les travaux débutent au printemps 1996. Le lycée ouvre ses portes à la rentrée 1998,. 
Bâti dans une zone de polders quadrillée de watringues, avec un canal de drainage typique qui borde directement son terrain, le lycée concilie les normes de construction de l'époque, le développement durable, la proximité de la ZAC du Beau Marais et le paysage. Solidement rivé dans une zone de marais, ses piliers porteurs s’enfoncent à plus de 20 m dans le sol, l’orientation vers le sud-ouest de l’établissement est calculée pour offrir le moins de résistance possible aux vents et donc éviter les pertes d’énergie,. Le lycée bénéficie d'un plan architectural audacieux et ressemble, d'en haut, à une flèche qui pointe vers la ZAC du Beau-Marais dont l'empennage se termine par une éolienne. L'établissement est structuré autour d'une "rue" centrale courbée, véritable agora et espace de vie parsemé d'arbres et chaleureusement baigné de lumière. Trois zones d’enseignement (général, spécialisé, scientifique) se répartissent soit horizontalement en arrière de cette "rue", soit verticalement et forme un atrium remarquable qui rappelle parfois, toute proportion gardée, l'architecture d'un Panoptique.
Construit à partir de la norme HQE, le lycée met en avant des critères novateurs :

### Favoriser les énergies renouvelables

#### Le vent
À l’origine, le lycée disposait d’une éolienne (de l’entreprise Seewind), haute de 35 mètres, équipée d'un rotor à 3 pales d'un diamètre de 22 m. Elle produisait 130-150 KW d’électricité et fournissait une partie de l’électricité dont le lycée avait besoin en hiver. En été, il était prévu de vendre le surplus à EDF. Véritable symbole de ce lycée novateur, l’éolienne a été démontée depuis, menaçant de tomber sur les habitations voisines lors d'une tempête.

#### Le soleil
Le lycée profitait de l’énergie solaire grâce à des cellules photovoltaïques disposées sur 75 m2 de toiture, qui fournissaient 5 100 kWh par an et palliaient aux besoins en électricité basse tension (système d’alarme et éclairage de sécurité). De plus un système nommé Héliopac (capteur solaire et pompe à chaleur), installé sur les toits des cuisines, fournissait celles-ci en eau chaude. Depuis l'ouverture, les panneaux n'ont jamais été remplacés et sont considérés comme obsolètes et le système Héliopac a été depuis changé par un chauffage de l'eau classique. 

#### L'eau
L’eau de pluie était récupérée à partir des 3 000 m2 de toiture, collectée pour aboutir dans les bassins extérieurs de 200 m3. Après filtration, elle était pompée dans une cuve et réinjectée dans le lycée. Elle servait aux besoins en eau non potable de ce dernier (sanitaire, arrosage, lavage…). Depuis, le système n'est plus fonctionnel, le remplacement des pompes du bassin considéré trop coûteux. Quant aux arbres de la « rue » intérieure, afin de limiter la consommation d’eau due à leur entretien, ils ont été plantés directement dans le sol, des « trous » avaient été prévus et creusés pendant la construction du lycée. 

#### La lumière naturelle
La luminosité naturelle est une composante essentielle du lycée puisqu’il s’agit de limiter au maximum le recours à une lumière artificielle et donc d’économiser la consommation électrique. Cela se traduit par la création d’importants puits de lumière dans la toiture et les façades . Ces dernières, orientées au sud, sud-ouest et sud-est, bénéficient d'1 ensoleillement maximal pour que chaque classe puisse disposer de lumière naturelle et cela permet de chauffer de manière « passive » les locaux.  Grâce aux vitrages sur la toiture, la « rue » bénéficié d’une luminosité naturelle remarquable et ce quelle que soit la saison,,,.

### Construire et produire responsable
En dehors de l’éolienne, la production en électricité du lycée est complétée par un co-générateur : c’est un moteur au gaz naturel, refroidit par de l’eau qui, elle-même, une fois réchauffée, alimente les radiateurs. Le gaz brûlé est filtré pour réduire les émissions de CO2. L’avantage du système est qu’on utilise le même combustible pour produire de l’électricité et de l’eau chaude. Depuis, la co-génération a été abandonnée, le chauffage étant à l'heure actuelle uniquement au gaz naturel. 
En outre, les toitures sont végétalisées ce qui permet de réaliser des économies d'énergie (régulation thermique ). Quant au choix des matériaux pour la  construction  (brique, peinture à l’eau, verre…), le projet a favorisé des matériaux recyclables et locaux (pierres et sable du béton viennent de la région de Boulogne, les bois utilisés sont tous européens pour ne pas utiliser de bois tropicaux…). Dès le début du chantier, le tri sélectif des déchets a été mis en avant,.  

### Favoriser la biodiversité
L’aménagement paysager a été conçu dans le respect du milieu ; Il s’agit de recréer un paysage de plaine maritime avec son réseau de wateringues et de dunes. Cela se traduit autour du lycée par un réseau de fossés et de bassins d’eau qui foisonnent de vie (tel le chant des grenouilles en été). Des relief ont été aménagés pour cacher le parking à l’est. L’ensemble de l’espace vert est conçu selon le principe de jardin en mouvement. Des espèces locales ont été plantées formant des corridors végétalisés.
Finalement, la construction du lycée a coûté environ 10-15 % plus cher qu’un lycée classique mais les économies de fonctionnement en énergie et en eau ont été évaluées à +/- 30 %. Le lycée consomme 100 KW par heure et par m2 contre 140 pour un lycée classique.

## Enseignements dispensés

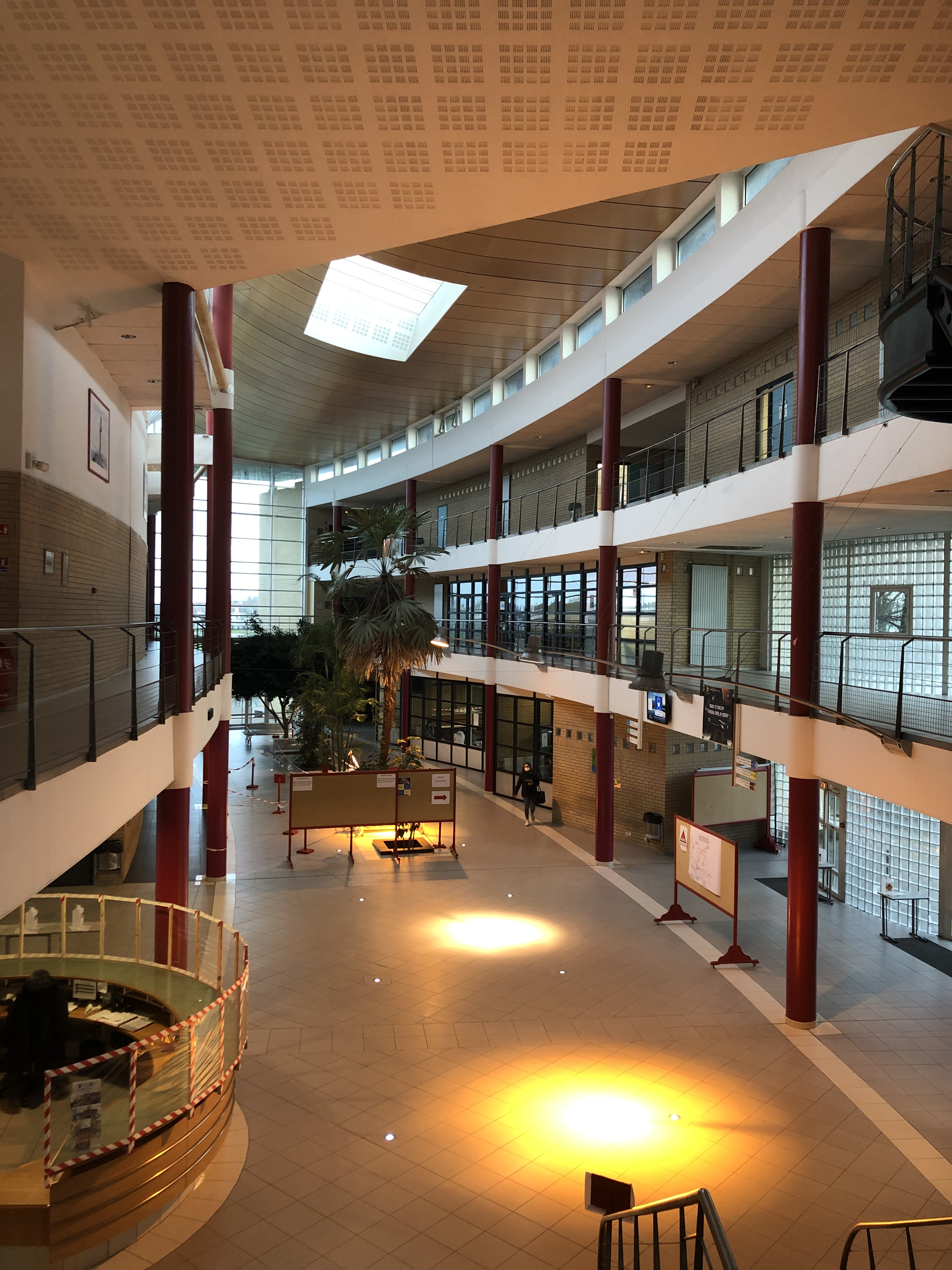
La "rue" du lycée HQE Léonard-de-Vinci

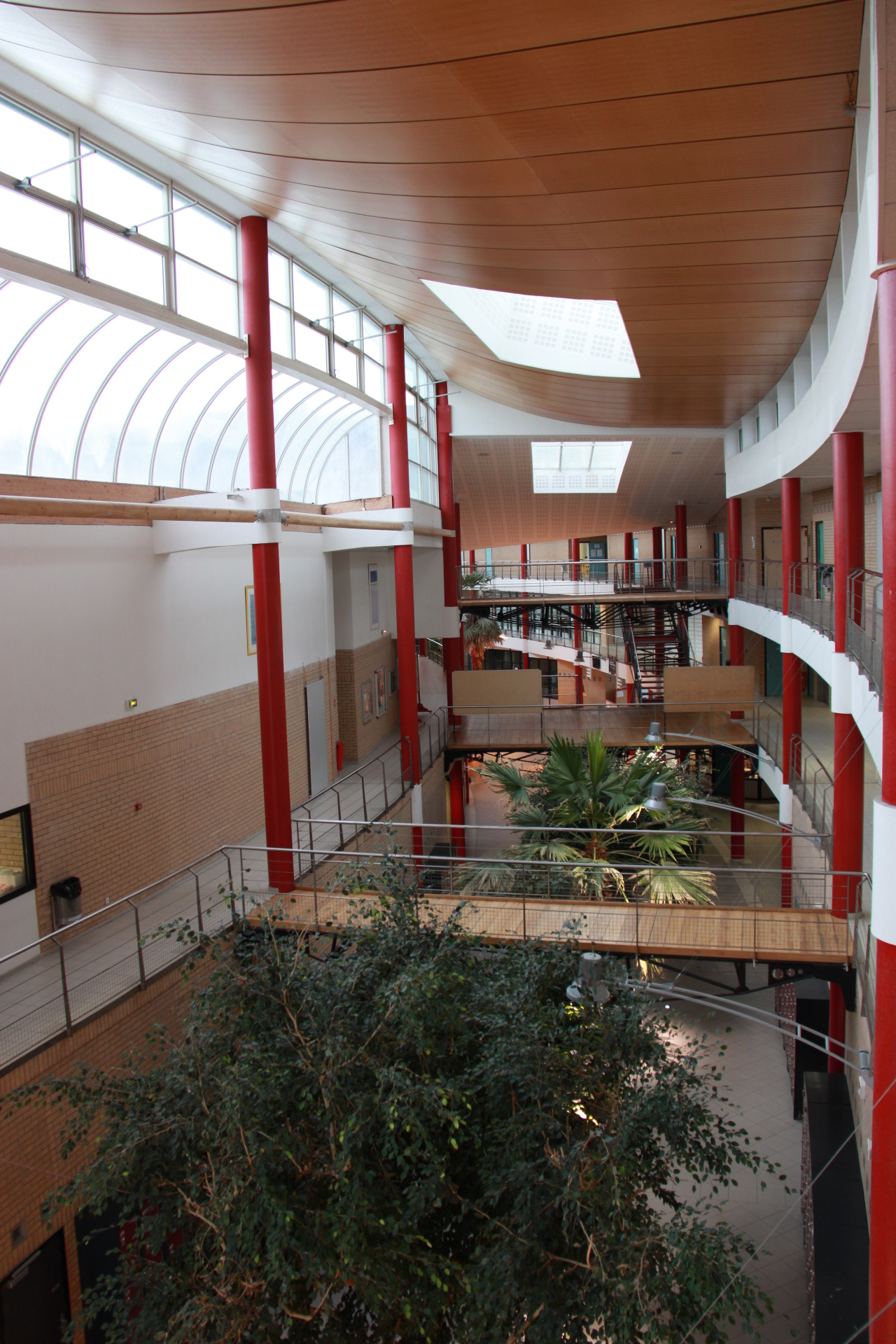
La "rue" du lycée HQE Léonard-de-Vinci

Le lycée HQE Léonard-de-Vinci est un EPLE qui propose des formations variées,.

### Bacs disponibles dans le lycée
- Bac général
- Bac STI2D architecture construction
- Bac STI2D énergies et environnement
- Bac STI2D innovation technologique et éco-conception
- Bac STI2D système d'information et numérique
- Bac STL sciences physiques et chimiques en Laboratoire
- Bac Pro procédé de la chimie, de l'eau et des papiers-cartons
- BTS Métiers de la chimie
- BTS Assistance Technique d'Ingénieur
- BTS  Maintenance des Systèmes de Production
- BTS Maintenance des systèmes de Production  en apprentissage

### Langues disponibles au lycée
1. Langue vivante 1 : anglais
2. Langue vivante 2 : allemand, espagnol ou italien

### Les matières en tronc commun du bac général en seconde
- Langue vivante 1 : anglais
- Langue vivante 2 : italien, allemand ou espagnol
- (LV1 et LV2: 5h30)
- Éducation physique et sportive : 2h
- Mathématiques: 4h
- Physique Chimie: 3h
- Sciences de la Vie de la Terre: 1h30
- Histoire, Géographie : 3h
- Éducation Morale et Civique: 18h annuelles
- Français: 4h
- Sciences Économiques et Sociales: 1h30
- Sciences Numériques et Technologique: 1h30

### Les matières en tronc commun du Bac Général en Première
- Histoire Géographie: 3h
- Français: 4h
- Langues Vivantes 1 et 2: 4h30
- Éducation Physique et Sportive: 2h
- Enseignement Scientifique: 2h
- Éducation morale et civique: 18h annuelles
- 3 spécialités au choix : 4h pour chaque matière.

### Spécialités (en première et terminale)
- HGGSP (histoire-géographie, géopolitique et sciences politiques)
- HLP (Humanités, littérature et philosophie)
- LLCEA (Langues, littératures et cultures étrangères Anglais)
- LLCEE (Langues, littératures et cultures étrangères Espagnol)
- AMC (Anglais Monde Contemporain)
- Mathématiques
- NSI (Numérique et sciences informatiques)
- Physique-chimie
- SVT (Sciences de la vie et de la Terre)
- SI (Sciences de l'ingénieur)
- SES (Sciences économiques et sociales)
- EPPCS (éducation physique, pratiques et cultures sportives)

### Options
- CAV (Cinéma audio visuel)
- EPS (éducation Physique et sportive)
- Langues et cultures de l'antiquité (Latin)
- DNL Sciences physiques
- Maths complémentaires (en TG)
- Maths expertes (en TG et Spé)
- SL (Sciences et Laboratoire)
- SI (Sciences de l'Ingénieur)

## Chronologie
Automne 1994 : lancement du projet de la création d'un nouveau lycée à Calais en suivant les principes de la HQE.
Septembre 1995 : lancement du concours d’architecture.
Décembre 1995 : l’équipe des architectes Isabelle Colas, Jean-Claude Louis et Fernand Soupey remporte le concours.
Avril 1996 : début des travaux.
- Henri Waroczyk proviseur.

1er septembre 1998 : ouverture des portes.
9 septembre 1999 : inauguration du lycée qui s'appelle désormais le lycée Léonard-de-Vinci.
2002 : visite et conférence d'Albert Jacquard.
2003 : visite de Roger Bambuck, ancien secrétaire d'État à la jeunesse et au sport; visite et conférence de Lucie Aubrac.
- Jean-Marie Peltier proviseur.

2006 : création de l'option CAV (cinéma audiovisuel).
- Bernard Annota proviseur.

2009 : conférence de Yves Le Maner sur la 2nde Guerre mondiale.
2010 : visite de Bernard Nauer.
2010-2014 : visites d'André Grasberg ancien résistant.
- Danièle Zanga proviseure.

2012 : visite de José Wallois spécialiste de la photographie aérienne.
- Bernard Hénon proviseur "en intérim".

2014 : publication de la biographie de Hubert Callart
- Ludovic Lapôtre proviseur "en intérim".

2015 : visite de Ida Grinspan et Jacques Saurel.
- Ludovic Lapôtre proviseur.

## Classement du lycée
| Classement en 2021               | Classement en 2021                                  | Classement en 2024                                 | Classement en 2024                                 |
| -------------------------------- | --------------------------------------------------- | -------------------------------------------------- | -------------------------------------------------- |
| Classement Le Parisien étudiant: | 18ème lycée (sur 41) du département Pas-de-Calais.  | 28ème lycée (sur 41) du département Pas-de-Calais. | 28ème lycée (sur 41) du département Pas-de-Calais. |
| Classement Le Parisien étudiant: | 64ème lycée (sur 204) de la Région Hauts-de-France. | 28ème lycée (sur 41) du département Pas-de-Calais. | 28ème lycée (sur 41) du département Pas-de-Calais. |
| Classement Linternaute:          | Le lycée est noté 17,2 / 20.                        | Le lycée est noté 16 / 20.                         | Le lycée est noté 16 / 20.                         |
| Classement Linternaute:          | 24ème lycée (sur 71) du département Pas-de-Calais.  | Le lycée est noté 16 / 20.                         | Le lycée est noté 16 / 20.                         |
| Classement l'étudiant:           | Le lycée est noté 13,47 / 20.                       | Le lycée est noté 11.59 / 20.                      | Le lycée est noté 11.59 / 20.                      |
| Classement l'étudiant:           | Le lycée est classé B (Bon lycée).                  | Le lycée est noté 11.59 / 20.                      | Le lycée est noté 11.59 / 20.                      |
| Classement L'express:            | Le lycée est noté 12,8 / 20.                        |                                                    |                                                    |
| Classement leFigaro:             | 22ème lycée (sur 38) du département Pas-de-Calais.  | 32ème lycée (sur 39) du département Pas-de-Calais. | 32ème lycée (sur 39) du département Pas-de-Calais. |

### Taux de réussite au BAC
|      | Taux de réussite | Taux de mentions |
| ---- | ---------------- | ---------------- |
| 2020 | 97,01 %          | 61,8 %           |
| 2019 | 88,06 %          | 40,5 %           |
| 2018 | 91,78 %          | 44,1 %           |
| 2017 | 88,05 %          | 39,4 %           |

### Évolution de la population scolaire
- 2015-2016	: 1 285 lycéens[16]
- 2016-2017	: 1 285 lycéens
- 2017-2018	: 1 264 lycéens
- 2018-2019	: 1 258 lycéens
- 2019-2020	: 1 225 lycéens
- 2020-2021	: 1 220 lycéens[17],[18]
- 2021-2022	: 1 151 lycéens
- 2022-2023	: 1 094 lycéens
- 2023-2024	: 1 003 lycéens

## Annexe